# La Guaira
La Guaira é uma cidade venezuelana capital do estado de Vargas e do município de Vargas.